# Cinclus mexicanus
El mirlo acuático norteamericano (Cinclus mexicanus) es una especie de ave paseriforme de la familia Cinclidae propia de Norteamérica y América Central. Es nativo de América del Norte y América Central, incluyendo Alaska, Canadá, Estados Unidos, Guatemala, Honduras, México, Nicaragua, Costa Rica y Panamá. Su hábitat natural son los ríos, riachuelos, cataratas, lagos y lagunas de montaña.

## Subespecies
Se distinguen las siguientes subespecies:
- Cinclus mexicanus mexicanus Swainson, 1827
- Cinclus mexicanus unicolor